# Rắn hổ mang chúa
Rắn hổ mang chúa (danh pháp hai phần: Ophiophagus hannah), hay hổ mang vua là loài rắn độc thuộc họ Elapidae (họ Rắn hổ), phân bố chủ yếu trong các vùng rừng rậm trải dài từ Ấn Độ đến Đông Nam Á. Loài rắn này đang bị đe dọa do mất môi trường sống và được liệt kê là loài sắp nguy cấp trong sách đỏ IUCN từ năm 2010. Hổ mang chúa là loài rắn độc dài nhất thế giới.
Mặc dù cụm từ "rắn hổ mang" nằm trong tên thường gọi của loài rắn này nhưng chúng không thuộc chi Naja (chi rắn hổ mang thật sự). Đây là 1 trong 4 loài  thuộc chi Ophiophagus theo thông tin mới cập nhật vào năm 2024 bao gôm Ophiophagus Hannah, Ophiophagus Salvatana, Ophiophagus Bungarus, Ophiophagus Kaalinga.
Rắn hổ mang chúa được đánh giá là loài nguy hiểm và đáng sợ trong phạm vi sinh sống của chúng, mặc dù loài rắn này không chủ động tấn công con người. Rắn hổ mang chúa có vị trí nổi bật trong tôn giáo, thần thoại và tín ngưỡng truyền thống dân gian tại nhiều quốc gia Nam Á và Đông Nam Á. Đây là loài vật thiêng được tôn sùng trong văn hóa Hindu giáo và là loài bò sát quốc gia của Ấn Độ.

## Phân loại
Năm 1836, nhà sinh vật học người Đan Mạch Theodore Edward Cantor miêu tả bốn mẫu vật rắn hổ mang chúa lần đầu tiên với danh pháp khoa học là Hamadryas hannah, ba mẫu được bắt giữ ở Sundarbans và một mẫu ở vùng lân cận gần Kolkata. Năm 1837, danh pháp Naja bungarus được Hermann Schlegel đề xuất nhằm mô tả một mẫu động vật học về rắn hổ mang chúa trên đảo Java. Năm 1838, Cantor đề xuất danh pháp Hamadryas ophiophagus cho loài này và diễn giải rằng loài có đặc điểm răng miệng trung gian giữa hai chi Naja và Bungarus. Năm 1840, danh pháp Naia vittata được Walter Elliot đề xuất dành cho một cá thể rắn hổ mang chúa bị bắt ngoài khơi gần Chennai. Năm 1858, danh pháp Hamadryas elaps được Albert Günther đề xuất dành cho những mẫu vật rắn hổ mang chúa tại Philippines và đảo Borneo. Günther xem xét gộp chung cà hai loài N. bungarus và N. vittata thành H. elaps. Chi Ophiophagus được Günther đề xuất vào năm 1864. Danh pháp được đặt dựa tiếng Hy Lạp cổ mang nghĩa đen là con vật ăn thịt rắn. Đến năm 1882, danh pháp Naja ingens được Alexander Willem Michiel van Hasselt đề xuất dành cho một cá thể loài này bị bắt gần Tebing Tinggi tại miền bắc đảo Sumatra.
Năm 1945, Ophiophagus hannah đã được Charles Mitchill Bogert chấp nhận sử dụng làm danh pháp hợp lệ cho rắn hổ mang chúa, ông cho rằng loài rắn này khác biệt đáng kể với những loài thuộc chi Naja. Một phân tích di truyền sử dụng sắc tố tế bào b và phân tích đa gen cho biết rắn hổ mang chúa là một nhánh ban đầu của dòng dõi di truyền sản sinh ra rắn mamba, chứ không phải rắn hổ mang Naja. Một phân tích phát sinh loài từ DNA ty thể cho biết rằng mẫu vật tại tỉnh Surattani và Nakhon Si Thammarat ở miền nam Thái Lan tạo nên một nhánh khác biệt sâu sắc với mẫu vật tại miền bắc Thái Lan, gộp nhóm với mẫu vật từ Myanmar và Quảng Đông ở miền nam Trung Quốc.

## Ngoại hình

### Kích thước
Rắn trưởng thành đạt trung bình với chiều dài khoảng 3,7 đến 4 m (12 đến 13 ft) và cân nặng khoảng 6,8 kg (15 lb). Trong lịch sử, mẫu vật dài nhất được biết đến lưu giữ tại sở thú London, phát triển chiều dài khoảng 5,54 đến 5,59 m (18,2 đến 18,3 ft) trước khi chết nhân đạo do đúng thời điểm bùng nổ ra Chiến tranh thế giới thứ hai. Vào năm 1951, một con rắn hổ mang chúa có chiều dài 4,75 m (15,6 ft) và cân nặng 12 kg (26 lb), được bắt sống trên bãi chơi gôn "Royal Island Club" tại Singapore và sau đó được đưa đến bảo tàng Raffles. Đến ngày 26 tháng 2 năm 1973, một con rắn được đặt tên là "Junior", nuôi nhốt tại công viên động vật học New York, chết khi đạt tuổi thọ 15 năm 7 tháng, đo lường được chiều dài 4,39 m (14,4 ft) và cân nặng 12,7 kg (28 lb). Rắn hổ mang chúa là loài dị hình giới tính, với con đực lớn hơn. Theo số liệu nghiên cứu được tại rừng Agumbe, các thông số lớn nhất gồm có : rắn đực dài 3,75 m (12,3 ft) và nặng 10 kg (22 lb), rắn cái dài 2,75 m (9 ft 0 in) và nặng 5 kg (11 lb). Tại Thái Lan, từng tìm được cá thể rắn dài 5,85 m (19,2 ft). Chiều dài và khối lượng của loài rắn này phụ thuộc vào môi trường sống cùng vài yếu tố khác. Mặc dù có kích thước to lớn, rắn hổ mang chúa rất nhanh nhẹn và linh hoạt.

### Vảy

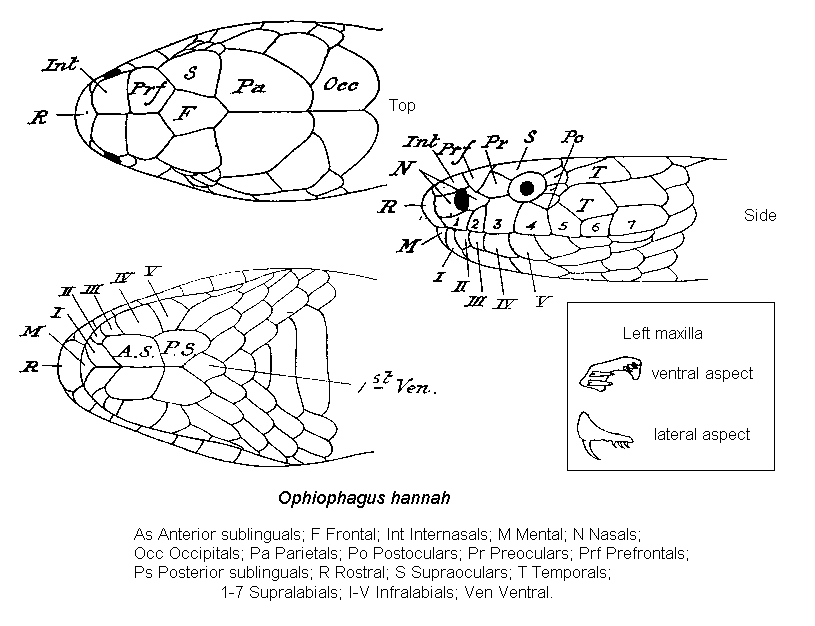
Vảy trên vùng đầu của rắn hổ mang chúa

Vảy rắn bao phủ toàn bộ cơ thể, cấu tạo từ keratin. Đỉnh đầu có 9 vảy cộng với một cặp vảy chẩm lớn tiếp xúc nhau nằm phía sau vảy đỉnh. Vảy mịn xếp thành hàng xiên gồm 15 hàng trên lưng dọc theo giữa cơ thể và 17 đến 19 hàng trên cổ. Dưới bụng có 240 đến 254 vảy hình bầu dục đều nhau. Dưới đuôi có 84 đến 104 vảy, xếp thành dạng đơn lẻ ở hàng trước và ghép cặp ở hàng sau. Số lượng và cách sắp xếp vảy hầu như không thay đổi sau mỗi lần thay da. Vảy trên lưng nhỏ và tròn, còn vảy dưới bụng dài, rộng, căng ra toàn bộ chiều rộng bụng rắn và xếp thành một cột duy nhất theo chiều hướng xuống.

### Da và lột xác
Tùy theo môi trường sinh sống mà da rắn hổ mang chúa có màu sắc khác nhau. Thông thường, rắn sống nơi nhiều ánh sáng, vùng sông suối, ao hồ có da sáng màu; còn rắn sống nơi ít ánh sáng, vùng rừng sâu, núi cao, hang động có da tối màu. Da ở phần đầu và lưng có màu sắc biến thiên theo môi trường sống, phạm vi màu sắc từ đen chì, xám đen, ô-liu nâu đến rám nắng, xám nâu, trắng xám. Các vạch kẻ màu trắng hoặc vàng mờ nhạt chạy dọc theo chiều dài cơ thể. Phần bụng có màu kem hoặc vàng nhạt, vảy mịn. Phần cổ họng có màu vàng sáng hoặc màu kem.
Chu kỳ lột da của rắn hổ mang chúa trưởng thành khoảng 4 - 6 lần trong năm, còn rắn con lột da mỗi tháng. Dấu hiệu đầu tiên báo hiệu rắn chuẩn bị bước vào thời kỳ lột da là đôi mắt. Đôi mắt không còn trong suốt mà biến thành màu sữa đục. Đến khi đôi mắt trong trở lại là rắn bắt đầu lột xác. Rắn chà xát cơ thể mình vào bề mặt, góc cạnh thô ráp. Chúng cần khoảng 10 ngày để lột bỏ hết lớp da cũ. Ngay sau khi lột bỏ lớp da cũ, lớp da mới còn non yếu sẽ xuất hiện. Lúc này rắn tạm thời không đi săn mồi, nhất là những con mồi có khả năng chống trả cao. Khi sống gần khu dân cư, đến thời kỳ lột da, rắn hổ mang chúa sẽ tìm đến nhà dân (nhất là nhà bếp), để có nơi trú ẩn tốt, được sưởi ấm và chờ lớp da mới cứng cáp hơn.
Rắn con còn nhỏ có lớp da đen tuyền và những vạch kẻ hẹp hình chữ V màu vàng hoặc trắng. Nhìn bằng mắt thường có thể bị nhầm lẫn với loài rắn cạp nia, nhưng dễ dàng xác định nhờ vùng mang cổ có thể mở rộng của loài. Những vạch kẻ này thường mờ dần theo tuổi tác, có thể biến mất hoàn toàn, mặc dù vậy đa số rắn trưởng thành vẫn phô bày những vạch kẻ này trên da suốt đời.

## Giải phẫu
Rắn hổ mang chúa trưởng thành có phần đầu tương đối ngắn, hơi phẳng và lớn. Mặc dù không có tai ngoài, nhưng chúng "nghe" bằng cách cảm nhận rung động sóng âm qua da, cộng hưởng xuyên qua hộp sọ, truyền đến xương vuông (cạnh bên xương tai), sau đó truyền vào màng nhĩ bên trong. Chúng sở hữu cặp mắt có mống mắt vàng hoặc nâu vàng bao quanh đồng tử đen tròn. Thị lực loài này khá tốt để quan sát, có thể phát hiện con mồi di chuyển cách 100 m.
Tương tự các loài rắn khác, chúng tiếp nhận tín hiệu hóa học thông qua chiếc lưỡi chẻ. Chiếc lưỡi này thu nhận các phân tử mùi hương trong không khí rồi đưa đầu lưỡi chạm vào cơ quan thụ cảm giác quan (còn gọi là cơ quan Jacobson) nằm trên vòm họng để truyền thông tin nhận được đến não bộ. Giác quan này cũng giống như khứu giác ở người. Khi phát hiện mùi vị con mồi, rắn sẽ rung động nhẹ chiếc lưỡi để nhận biết vị trí con mồi (cặp nhánh chẻ của lưỡi phát ra âm thanh). Rắn khá nhạy cảm với rung động mặt đất nhằm theo dõi con mồi.
Ở vòm họng có chứa túi cơ của tuyến nọc, làm nhiệm vụ co bóp truyền nọc độc đến răng nanh khi chúng cắn. Sau khi cắn mồi, rắn không thể nhai mà sẽ bắt đầu nuốt con mồi vào trong và tiến hành quá trình tiêu hóa nhờ axit mạnh trong dạ dày. Giống như tất cả các loài rắn khác, chúng có quai hàm linh hoạt. Bộ xương hàm được kết nối bằng các dây chằng mềm dẻo như cao su, giúp rắn mở rộng hàm để nuốt con mồi lớn hơn nhiều so với phần đầu. Với cấu trúc bộ răng proteroglyph, nghĩa là sở hữu cặp răng nanh ngắn cố định tại hàm trên, phía trước miệng.
Giống như các loài rắn hổ mang khác, hổ mang chúa có khả năng phồng mang cổ. Khi gặp nguy hiểm hoặc bị kích động, rắn hổ mang chúa sẽ bẹt các xương sườn ở cổ, căng rộng nếp gấp của lớp da mềm hai bên cổ ra bên ngoài, tạo thành hình dạng như mui xe phía trước cơ thể, giúp ngụy trang thân hình lớn hơn bình thường nhằm đe dọa đối phương. Tuy nhiên, phần mang cổ của loài rắn này hẹp hơn và dài hơn so với các loài hổ mang khác. Rắn hổ mang chúa hoang dã thường đạt tuổi thọ tối đa ước lượng khoảng 20 năm.

## Phân bố và môi trường sống
Rắn hổ mang chúa phân bố trong tự nhiên tại các quốc gia Ấn Độ, Nepal, Bhutan, Bangladesh, Trung Quốc, Myanmar, Thái Lan, Lào, Campuchia, Việt Nam, Malaysia, Indonesia, Philippines, Singapore.
Tại bắc Ấn Độ, rắn hổ mang chúa sinh sống ở Garhwal và Kumaon, tại dãy núi Sivalik và vùng Terai thuộc Uttarakhand và Uttar Pradesh. Tại đông bắc Ấn Độ, rắn hổ mang chúa phân bố tại Tây Bengal, Sikkim, Assam, Meghalaya, Arunachal Pradesh, Nagaland, Manipur và Mizoram. Tại dãy núi Ghat Đông, chúng sinh sống ở Tamil Nadu và Andhra Pradesh đến duyên hải Odisha và cả ở Bihar và miền nam Tây Bengal, đặc biệt ở Sundarban. Tại dãy núi Ghat Tây, chúng hiện diện ở Kerala, Karnataka và Maharashtra và cả ở Gujarat. Loài này cũng xuất hiện trên đảo Baratang thuộc chuỗi Đại Andaman.
Tại Việt Nam, rắn hổ mang chúa phân bố tại các tỉnh Cao Bằng, Lào Cai, Vĩnh Phúc, Hà Nội, Phú Thọ, Bắc Giang, Quảng Ninh, Ninh Bình, Hà Tĩnh, Quảng Bình, Đắk Lắk, Lâm Đồng, Phú Yên, Ninh Thuận, Gia Lai, Kon Tum, Tây Ninh, Đồng Nai, Bà Rịa – Vũng Tàu.
Tại Singapore, rắn hổ mang chúa tìm được tại khu bảo tồn thiên nhiên trung lưu vực, tổ hợp vườn thú Singapore, vùng Kranji (gồm có khu bảo tồn đất ngập nước Sungei Buloh, lưu vực phía tây và Sentosa) và Pulau Tekong. Loài này có thể bơi qua eo biển Johor hẹp, giáp với bán đảo Mã Lai ở phía bắc, để tiến vào Singapore.
Rắn hổ mang chúa ưa thích khu vực rải rác dọc theo hồ nước hoặc dòng suối. Chúng leo cây và bơi lội rất giỏi. Sinh cảnh của loài có phạm vi từ vùng đất thấp lên đến địa hình có độ cao vượt qua 2000 m so với mực nước biển. Gồm có rừng rậm cao nguyên, rừng mưa nhiệt đới, rừng cận nhiệt đới, rừng thưa, rừng tre, đồng cỏ, đất ngập nước, đầm lầy, rừng ngập mặn, vùng cây bụi hay khu vực nông nghiệp.

## Tập tính

### Chế độ ăn uống
Rắn hổ mang chúa có thể săn mồi suốt cả ngày. Hiếm khi bắt gặp chúng vào ban đêm trong khi hầu hết những loài hổ mang khác (thuộc chi Naja) lại hoạt động về đêm. Ngành bò sát học phân loại rắn hổ mang chúa là sinh vật ban ngày.
Loài này thuộc chi Ophiophagus, danh pháp này được đặt theo tiếng Hy Lạp cổ với nghĩa đen là "con vật ăn thịt rắn". Đúng như vậy, con mồi của rắn hổ mang chúa chủ yếu là những loài rắn khác, bao gồm nhiều loài rắn không độc lẫn có độc khác. Ví dụ: trăn nhỏ, rắn độc thuộc chi Naja (rắn hổ mang Ấn Độ, ...), chi Bungarus (rắn cạp nong, ...) và họ rắn nước (rắn săn chuột, rắn hoa cỏ, rắn roi thường, rắn ráo, rắn khuyết đốm,...). Vài cá thể hổ mang chúa trong nghiên cứu khá kén ăn, chúng phát triển chế độ ăn khắt khe khi chỉ ăn một loài rắn duy nhất, không ăn bất cứ loài nào khác. Khi thức ăn khan hiếm, chúng cũng có thể ăn các loài có xương sống nhỏ khác, chẳng hạn thằn lằn, chim và gặm nhấm. Trong một số trường hợp, rắn hổ mang chúa có thể "siết chặt" con mồi, ví dụ chim hay thú gặm nhắm lớn, sử dụng cơ thể bắp thịt của chúng, mặc dù những trường hợp này không phổ biến. Sau bữa ăn lớn, con rắn có thể sống trong nhiều tháng mà không cần săn mồi nhờ có một tỷ lệ trao đổi chất chậm chạp trong cơ thể.

### Phòng vệ

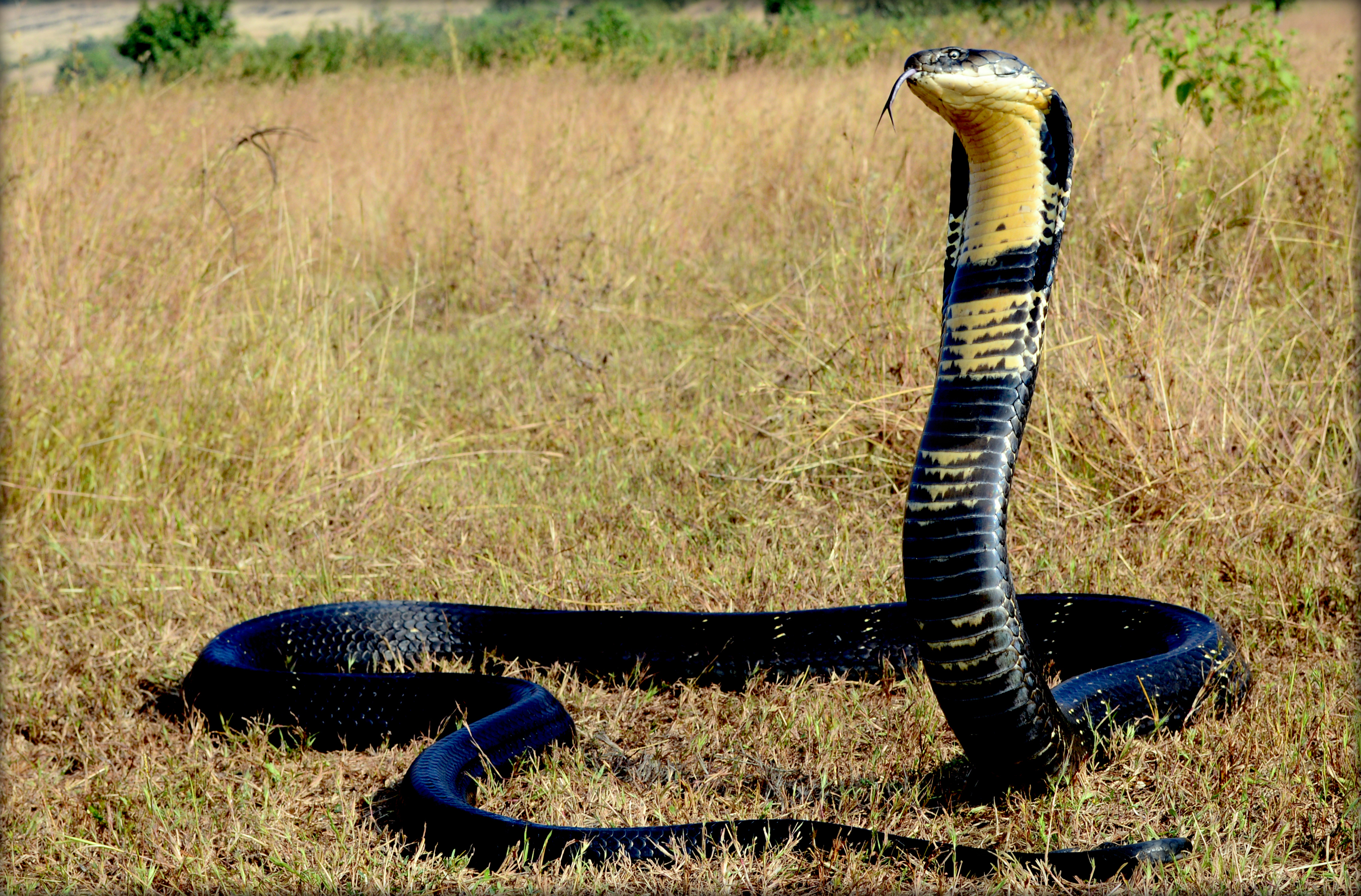
Rắn hổ mang chúa đang nâng 1/3 cơ thể lên trong tư thế phòng vệ

Khi gặp nguy hiểm, rắn hổ mang chúa sẽ cố gắng trốn thoát nhanh chóng và tránh đối đầu. Tuy nhiên, nếu tiếp tục bị khiêu khích, chúng trở nên rất hung dữ. Khi đối mặt, rắn hổ mang chúa sẽ nâng phần trước (thường là 1/3) cơ thể lên (khoảng 1,5 m) và nhìn thẳng vào mắt đối thủ, phồng mang rộng, lộ rõ cặp răng nanh và rít lên ầm ĩ. Chúng có thể dễ dàng bị kích động do đối tượng tiếp cận gần hay chuyển động đột ngột. Khi nâng cơ thể lên cao, rắn hổ mang chúa vẫn có thể di chuyển nhanh về phía trước để tấn công dù ở khoảng cách xa và đối phương có thể đánh giá sai phạm vi an toàn. Chúng có khả năng giáng nhiều vết cắn trong một lần tấn công duy nhất nhưng rắn trưởng thành biết cách cắn và giữ chặt. Đó là cách thức phòng vệ của loài rắn này khi sống trong rừng rậm, ít dân cư. Do đó nạn nhân bị hổ mang chúa cắn thường là nghệ nhân thôi miên rắn.
Một số nhà khoa học tin rằng tính khí hung hãn của loài này đã bị phóng đại quá mức. Hầu hết cuộc chạm trán tại chỗ trong cuộc sống với hổ mang chúa hoang dã, con rắn xuất hiện có tính khí khá điềm tĩnh. Nhiều quan điểm ủng hộ cho rằng rắn hổ mang chúa hoang dã thường có tính khí ôn hòa, mặc dù chúng thường xuất hiện tại khu vực nhà cửa san sát hay bị tác động, nhưng rất giỏi tránh người. Nhà sinh vật học Michael Wilmer Forbes Tweedie cảm nhận rằng "khái niệm này được dựa trên xu hướng chung nhằm làm lắng dịu tất cả thuộc tính của loài rắn mà ít quan tâm đến sự thật về chúng. Phản ánh tại một thời điểm cho thấy rằng điều này phải như thế, đối với hổ mang chúa không phải hiếm, thậm chí trong khu vực dân cư, có ý thức hay vô thức, người dân phải chạm trán rắn hổ mang chúa khá thường xuyên. Nếu con rắn thực sự thường xuyên hung hăng, kết quả rắn cắn người hay xảy ra, do đó cực kỳ hiếm khi rắn hung hăng".
Khi gặp một kẻ thù tự nhiên, ví dụ như chồn mangut, loài vật có khả năng kháng nọc độc thần kinh, rắn hổ mang chúa thường cố gắng lẫn trốn. Nếu không thể làm như vậy, chúng sẽ phồng mang và phát ra tiếng rít, đôi khi giả vờ ngậm chặt miệng. Những nỗ lực này thường chứng minh rất hiệu quả, đặc biệt đối với kẻ thù nguy hiểm hơn nhiều so với loài chồn, ví dụ như các loài động vật có vú nhỏ có thể giết rắn một cách dễ dàng. Rắn hổ mang chúa có khả năng khống chế lượng nọc độc khi cắn; trong phần lớn cú cắn trả để tự vệ, chúng đều không tiết ra nọc độc.

### Âm thanh
Tiếng rít của rắn hổ mang chúa có cường độ thấp hơn nhiều so với nhiều loài rắn khác. Nhiều thuyết cho rằng âm thanh mình nghe được từ rắn hổ mang chúa giống như tiếng "gầm gừ" hơn là tiếng rít. Trong khi tiếng rít của hầu hết các loài rắn có tần số khoảng từ 3.000 đến 13.000 Hz với tần số vượt trội gần 7.500 Hz, tiếng gầm gừ của rắn hổ mang chúa có tần số khoảng dưới 2500 Hz, với tần số vượt trội gần 600 Hz, thấp hơn nhiều so với tần số giọng nói người. So sánh hình thái phân tích giải phẫu học đã dẫn đến phát hiện rằng túi thừa khí quản có chức năng như các khoang cộng hưởng tần số thấp trong tiếng gầm của rắn và con mồi, loài rắn chuột vùng rừng ngập mặn, cả hai đều có thể phát ra tiếng gầm gừ tương tự như nhau.

### Sinh sản

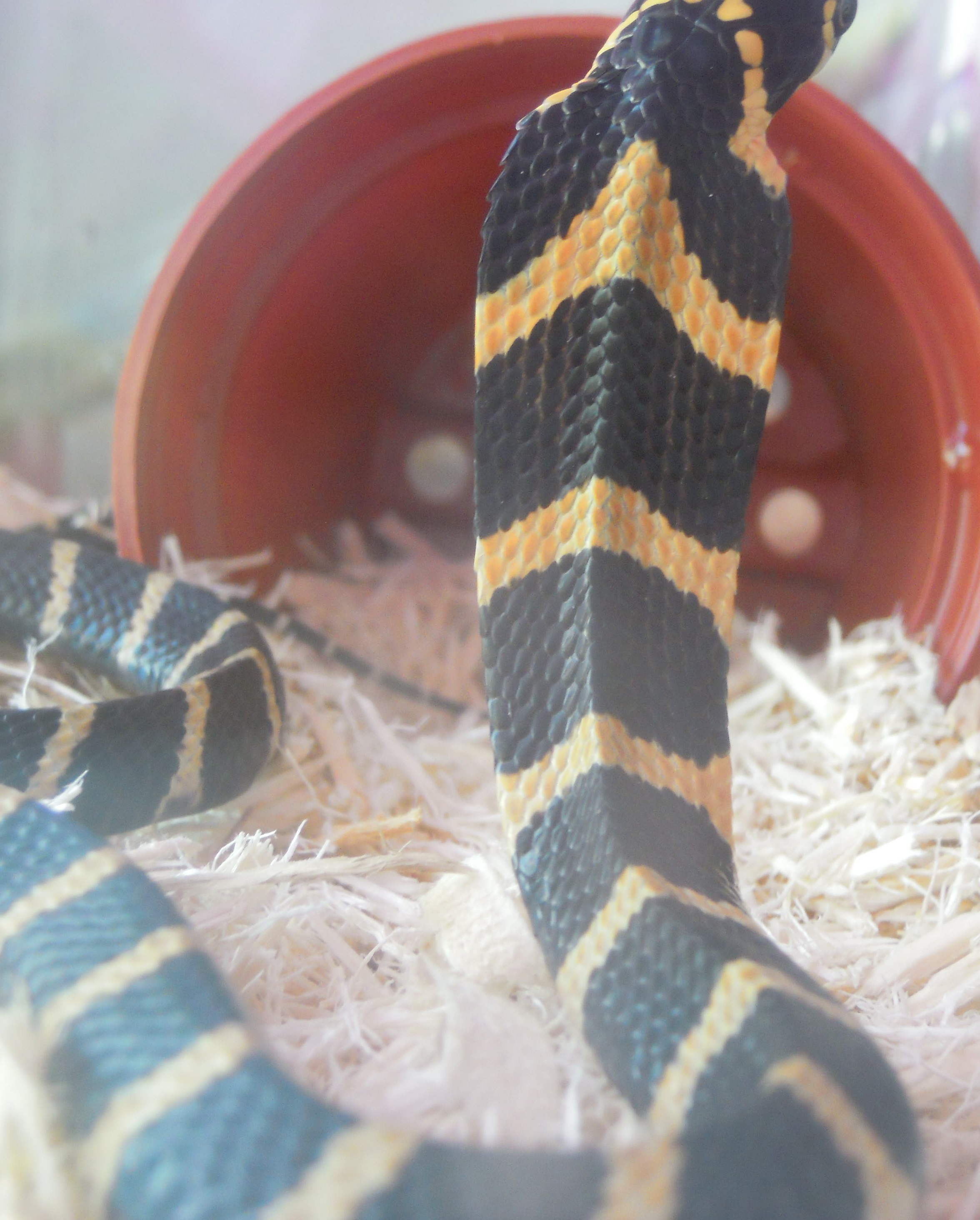
Rắn con và vạch chữ V trên thân phân biệt với các loài rắn hổ mang khác

Rắn hổ mang chúa giao phối vào khoảng tháng giêng đến tháng tư. Khi di chuyển trong rừng, rắn cái tiết ra chất pheromone để thu hút rắn đực tìm đến giao phối. Nếu nhiều con rắn đực cùng xuất hiện, chúng sẽ vật lộn, ghìm cổ đối thủ để tranh bạn tình. Khi gặp được rắn cái, việc đầu tiên của rắn đực là tán tỉnh và dò xét phản ứng của đối phương. Hầu hết rắn cái đều có thói quen đề phòng những con rắn đực lớn hơn. Rắn đực thường ngửi, xoa đầu mình vào thân rắn cái để dò xét, biểu lộ ý muốn, nhằm đảm bảo an toàn. Nếu rắn cái có biểu hiện dè đặt giao phối thì rắn đực sẽ húc hoặc đẩy nhẹ vào thân rắn cái. Sau khi rắn cái ưng thuận thì cả hai sẽ bước vào quá trình giao phối. Hai con rắn quấn cơ thể vào nhau theo hình xoắn dây. Rắn cái ngẩng cao cái đầu trong khi rắn đực tiến hành giao phối. Hoạt động này thường kéo dài khoảng vài giờ.
Rắn cái mang thai khoảng từ 50 đến 59 ngày. Rắn hổ mang chúa là loài rắn duy nhất trên thế giới biết xây tổ đẻ trứng, thường diễn ra vào khoảng giữa tháng tư đến tháng bảy. Rắn cái dùng lá khô, đất vụn và nhánh cây để đắp tổ hình gò đất. Hầu hết các tổ nằm ở gốc cây, chiếc tổ cao 55 cm (22 in) ở trung tâm và rộng 140 cm (55 in) ở phần gốc. Rắn cái thường đẻ khoảng 20 đến 43 trứng vào tổ. Tổ gồm hai hốc, hốc thấp bên dưới dùng để chứa trứng, hốc cao bên trên là nơi rắn cái cư trú, bảo vệ trứng. Rắn cái lưu lại trong tổ cho đến lúc trứng nở, kiên trì bảo vệ gò tổ, canh gác đề phòng bất kỳ con vật lớn nào đe dọa tiến đến gần, đây là thời điểm rắn cái khá hung hăng. Quả trứng có chiều rộng từ 23 đến 33 mm, chiều dài từ 31 đến 73 mm và nặng từ 18,4 đến 40 g. Rắn cái tận dụng sức nóng của thảm lá khô, cuộn tròn ấp tổ trứng từ 51 đến 79 ngày. Nhiệt độ trong tổ thường rơi vào khoảng 26 đến 29,5 °C (78,8 đến 85,1 °F) với độ ẩm tương đối từ 80% đến 90%. Ngay trước khi trứng nở, bản năng thúc đẩy rắn cái rời khỏi tổ đi săn mồi, chấm dứt mọi quan hệ với rắn con. Sau một mùa giao phối, rắn cái có thể tích trữ tinh trùng rắn đực trong vài năm, sử dụng như kho lưu trữ để thụ thai cho chính mình vào mùa sau, mặc dù vậy hiện tượng này không phổ biến.
Rắn non khi mới nở trung bình dài 48 đến 65 cm (19 đến 26 in) và nặng 12,2 đến 24 g (0,43 đến 0,85 oz). Có đầy đủ tuyến nọc độc như rắn trưởng thành. Da rắn con có màu đen với các vạch vàng hoặc trắng, hình chữ V, hướng về phần đầu. Rắn con thường cảnh giác và dễ bị kích thích, chúng sẽ rất hung dữ nếu bị quấy rầy.

## Nọc độc

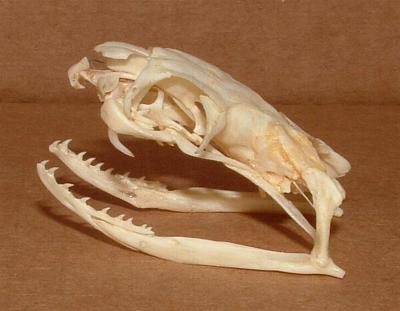
Hộp sọ rắn hổ mang chúa với hai răng nanh

Nọc độc của rắn hổ mang chúa chứa gồm cytotoxin và neurotoxin, bao gồm cả alpha-neurotoxin (α-Neurotoxin) và độc tố ba ngón tay (3FTx). Các thành phần độc tố khác ảnh hưởng đến tim mạch. Nọc độc hình thành trong tuyến giải phẫu có tên là tuyến nọc độc sau ổ mắt. Liều gây chết trung bình (LD50) trên chuột là 1,28 mg/kg qua đường tiêm tĩnh mạch, 1.5 to 1.7 mg/kg qua đường tiêm dưới da, 1.644 mg/kg qua đường tiêm phúc mạc. Đối với mục đích nghiên cứu, có đến 1 g nọc độc thu được qua quá trình vắt nọc.
Rắn hổ mang chúa có khả năng giáng một vết cắn tử vong và nạn nhân bị tiêm vào thân một lượng lớn nọc độc với liều khoảng 400 đến 500 mg hoặc thậm chí lên đến 7 ml. Loài rắn này có sản lượng nọc độc cao, với trung bình khoảng 420 mg trọng lượng khô ở mỗi con rắn. Theo đó, cần đủ một lượng lớn huyết thanh để đảo ngược quá trình tiến triển triệu chứng trúng độc khi bị cắn. Nọc độc tấn công hệ thần kinh trung ương của nạn nhân, dẫn đến đau nhức, mờ mắt, chóng mặt, buồn ngủ và cuối cùng tê liệt. Nếu tình trạng nghiêm trọng, chất độc tiến đến hệ tuần hoàn, nạn nhân rơi vào trạng thái hôn mê. Tử vong nhanh chóng do bị suy hô hấp. Hơn nữa, nạn nhân còn có thể suy thận theo một vài quan sát vết cắn thí nghiệm mặc dù khả năng này không phổ biến. Vết cắn của rắn hổ mang chúa có thể dẫn đến tử vong nhanh chóng chỉ sau 30 phút. Ohanin, một thành phần protein trong nọc độc, gây ra hội chứng giảm sút vận động và tăng cường cảm đau ở động vật hữu nhũ. Theo ước tính, lượng nọc độc tiết ra trong một vết cắn có khả năng giết chết một con voi trưởng thành và gây tử vong cho khoảng 20 người trưởng thành nếu không được chữa trị.
Có hai loại huyết thanh kháng độc được dùng điều trị rắn cắn. Một loại huyết thanh kháng nọc đa hóa trị có nguồn gốc từ ngựa được viện Haffkine và viện Nghiên cứu và Y học Dự phòng Đức Vua tại sản xuất Ấn Độ. Loại đa hóa trị còn lại do Hội Chữ thập đỏ Thái Lan sản xuất có khả năng vô hiệu hóa nọc rắn hổ mang chúa khá hiệu quả. Tại Thái Lan, hỗn hợp pha chế từ củ nghệ theo truyền thống, được chứng minh lâm sàng có khả năng phục hồi cơ thể khá tốt, chống lại nọc rắn hổ mang chúa. Phương pháp điều trị thích hợp và trực tiếp sẽ rất quan trọng để tránh tử vong. Tiền lệ thành công được ghi nhận là một nạn nhân hồi phục và xuất viện sau 10 ngày nhờ điều trị bằng huyết thanh chính xác và chăm bệnh trong viện.
Loài rắn này hiếm khi cắn người. Không phải tất cả vết cắn đều chứa độc nhưng thường được xem là có tầm quan trọng y tế. Tỷ lệ tử vong lâm sàng biến đổi giữa các vùng miền và phụ thuộc vào nhiều yếu tố, chẳng hạn tiến bộ của y tế địa phương. Một cuộc khảo sát tại Thái Lan báo cáo có 10 ca tử vong trên tổng số 35 nạn nhân bị rắn hổ mang chúa cắn, tỷ lệ tử vong đặt ra (28%) cao hơn so với các loài rắn hổ mang khác. Một báo cáo rà soát 6 năm được công bố của Bệnh viện Nam Ấn Độ cho biết 2/3 số nạn nhân bị rắn hổ mang chúa cắn được phân vào loại "nghiêm trọng", mặc dù cuối cùng không tử vong do điều trị y tế thích hợp. Ban nghiên cứu độc tố lâm sàng tại Đại học Adelaide chỉ ra tỷ lệ tử vong do rắn hổ mang chúa cắn khi không được điều trị khoảng 50 - 60%, có nghĩa khoảng một nửa vết cắn không gây tử vong do nọc độc.

## Đe dọa và bảo tồn

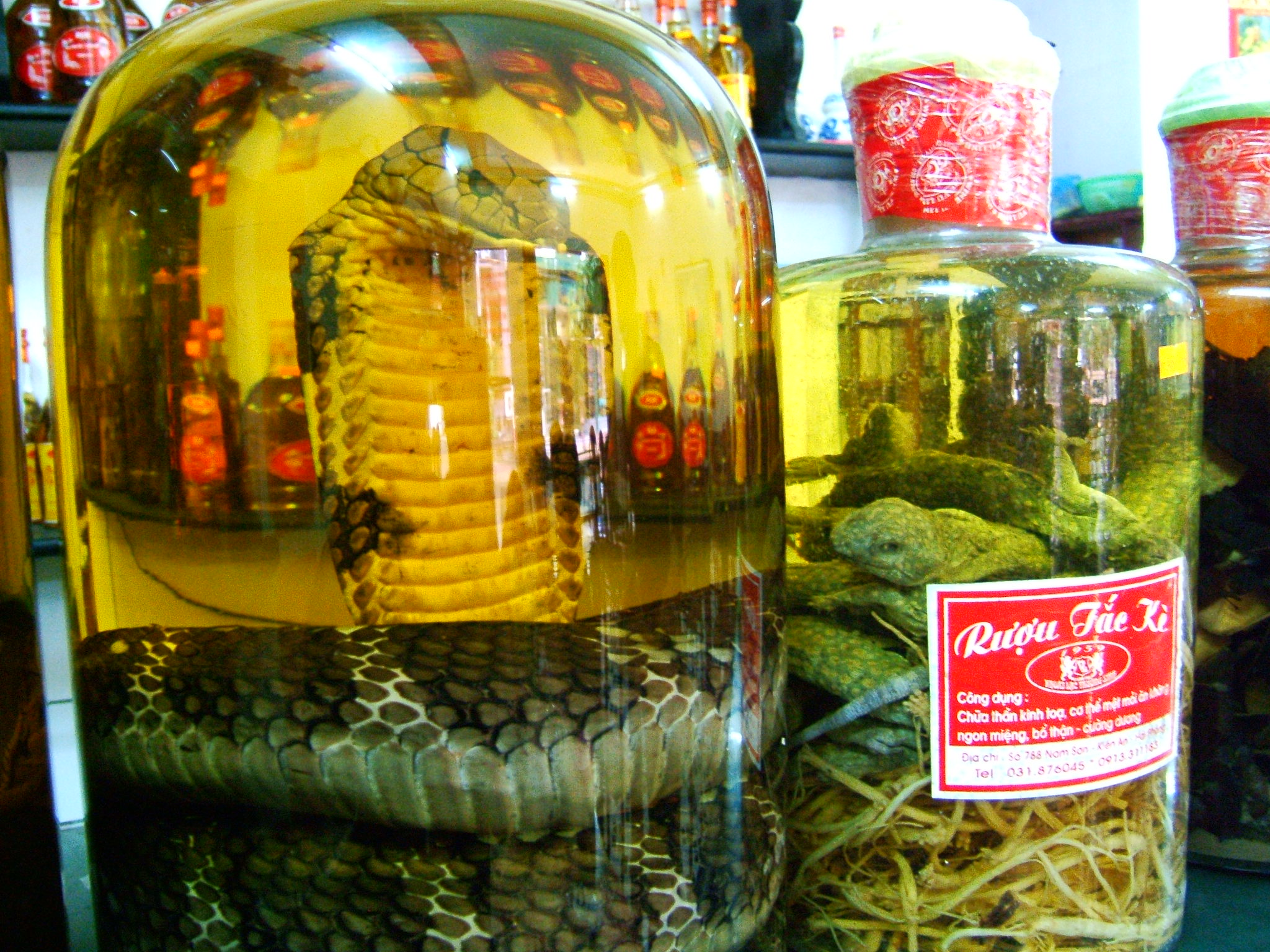
Bình rượu ngâm một con rắn hổ mang chúa

Ngày nay số lượng rắn hổ mang chúa sụt giảm đáng kể do mất môi trường sống tại nhiều nơi. Loài người phá rừng để khai thác gỗ, lấy đất canh tác hay mở rộng đất định cư đã ảnh hưởng nghiêm trọng đến sinh cảnh loài. Tại Trung Quốc, rắn hổ mang chúa bị săn bắt trái phép để lấy da, làm thực phẩm và đặc biệt phục vụ cho đông y. Tại Việt Nam, Lào, Campuchia và Myanmar, chúng bị săn lùng để làm dược liệu thương mại hoặc xuất lậu sang Trung Quốc. Indonesia và Malaysia là các quốc gia xuất khẩu rắn chính để làm vật nuôi, mặc dù chúng chỉ được xuất khẩu từ bán đảo Mã Lai với số lượng nhỏ. Tại Indonesia, trên đảo Java và Bali, loài này bị săn bắt chủ yếu để cung cấp cho vườn thú và giới sưu tập quốc tế, làm thực phẩm hoặc xuất sang Trung Quốc làm dược phẩm.

Loài rắn này còn được liệt kê tại phụ lục II trong Công ước CITES. Hội thảo Dự án Ưu tiên Bảo tồn đa dạng sinh học, Đánh giá Bảo tồn và Kế hoạch Quản lý (BCPP CAMP) đã xét đánh giá cấp khu vực đối với loài này ở Ấn Độ, Trung Quốc và Việt Nam. Tại Ấn Độ, chúng được xếp là loài sắp bị đe dọa. Tại Trung Quốc, loài được đánh giá là cực kỳ nguy cấp trong Sách đỏ quốc gia và nguy cấp trong Sách đỏ cấp loài Trung Quốc. Tại Việt Nam, hổ mang chúa được xếp váo nhóm cực kỳ nguy cấp trong Sách đỏ quốc gia và là loài được bảo vệ. Nhiều khu bảo tồn được quy hoạch trong phạm vi loài có khả năng cung cấp vùng an toàn nhỏ tránh khỏi áp lực canh tác. Các biện pháp bảo tồn được thực thi để giảm tỷ lệ phá hủy môi trường sống diễn ra trong phạm vi và quản lý mức độ buôn bán rắn. Cần nghiên cứu sâu hơn và theo dõi tình trạng quần thể loài này, cũng như nghiên cứu về mức độ khai thác bền vững. Chương trình giáo dục có thể giúp giảm thiểu nạn bức hại loài này. Tại công viên quốc gia Hoàng gia Chitwan, rắn hổ mang chúa nằm trong dự án mới tập trung vào giám sát sinh thái và cung cấp giáo dục về bò sát lớn, do Tổ chức Bảo vệ Thiên nhiên Quốc gia Nepal, cơ quan quản lý công viên, cùng Hiệp hội Động vật học London điều hành.

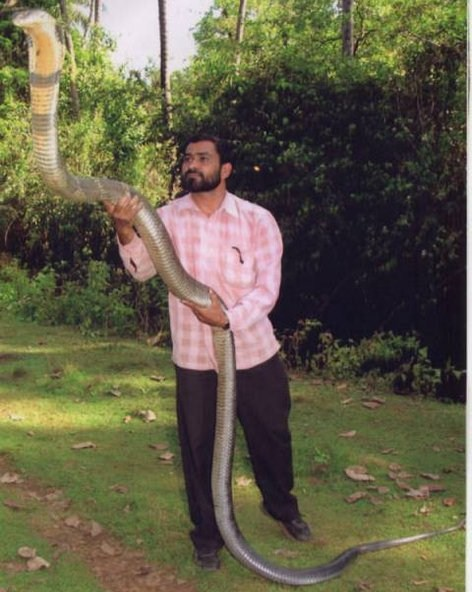
Một con rắn hổ mang chúa khá dài tại khu bảo tồn thuộc Ghat tây, Ấn Độ

Tại Ấn Độ, rắn hổ mang chúa được liệt kê tại Mục lục II của Đạo luật Bảo vệ Động vật hoang dã năm 1972 và ai giết loài rắn này sẽ bị phạt tù đến 6 năm. Ở tây nam Ấn Độ, dãy núi Ghat Tây chạy dọc bờ biển. Vùng đất này rộng 16.000 km2, được UNESCO công nhận là di sản thiên nhiên thế giới. Đây là vùng đất cực kỳ đa dạng sinh học. Ghat Tây là nơi ẩm ướt nhất hành tinh. 40% lượng nước của Ấn Độ được cung cấp cho sông, suối bắt nguồn từ Ghat Tây. Hiện Ghat Tây là nơi mà số lượng loài rắn hổ mang chúa còn nhiều nhất thế giới. Nhiều khu bảo tồn rắn hổ mang chúa được quy hoạch tại đây để bảo tồn loài rắn này. Những nỗ lực quan trọng nhất để bảo tồn loài này được thiết lập tại Trạm nghiên cứu rừng mưa Agumbe. Được thành lập do nhà nghiên cứu bò sát Rom Whitaker và tài trợ bởi quỹ "Whitley Fund for Nature", trạm hoạt động thúc đẩy bảo tồn rừng nhiệt đới khu vực, sử dụng rắn hổ mang chúa là loài biểu trưng. Trạm cung cấp cơ sở cho nghiên cứu sinh học loài này, thông tin hoạt động bảo tồn, liên quan đến sự tham gia của những tổ chức phi chính phủ địa phương, cũng như chương trình giáo dục tại trường học địa phương. Hoạt động bảo tồn rắn tại đây khá thuận lợi, do người dân bản địa rất tôn kính rắn hổ mang chúa như thần linh, không giết loài rắn này. Môi trường sống ẩm ướt, được bảo vệ nghiêm ngặt, nên rắn hổ mang chúa tại Ghat tây có điều kiện phát triển rất tốt, đạt kích thước cực đại. Giới khoa học nghiên cứu về rắn hổ mang chúa từ khắp thế giới đã đến vùng đất này và ghi nhận rắn ở đây có thể đạt kích cỡ dài gần 7m.
Tại Việt Nam, rắn hổ mang chúa thường bị bắt để ngâm rượu rắn. Chúng còn bị xem là thực phẩm có nhiều giá trị dinh dưỡng và bị săn lùng khá nhiều trong tự nhiên. Đây là loài được xếp nhóm I B trong "Danh mục thực vật rừng, động vật rừng nguy cấp, quý hiếm" ban hành kèm Nghị định 06/2019/NĐ-CP của Chính phủ, hiện còn rất ít ngoài tự nhiên do bị săn bắt và buôn bán trái phép.

## Trong văn hóa đại chúng
Rắn hổ mang chúa được chọn là động vật bò sát quốc gia của Ấn Độ. Tại các nước thuộc tiểu lục địa Ấn Độ, rắn hổ mang chúa được tôn thờ rộng rãi theo văn hóa Hindu giáo:
- Hai vị thần Shiva và Vishnu thường được liên hệ đến rắn hổ mang linh thiêng. Thần hủy diệt Shiva quấn một con rắn hổ mang xung quanh cổ mình như sợi dây thiêng. Thần bảo hộ Vishnu thường được mô tả ở tư thế ngồi hoặc ngả lưng vào rắn thần Shesha đang cuộn mình.[5]
- Tất cả Nāga, cư dân của thế giới ngầm, đều có hình dạng tương tự như rắn hổ mang. Shesha được xem là vua của tất cả Nāga, mang hình dạng rắn hổ mang khổng lồ có nghìn đầu.[91] Shesha cuộn mình thành chiếc phao bồng bềnh trên biển sữa, đóng vai trò bảo vệ kiêm giường ngủ cho Vishnu.[92] Khi Vishnu hai lần hạ phàm trong hóa thân Rama và Krishna, Shesha cũng theo hộ tống ngài trong hóa thân Lakshmana và Balarama. Shesha còn được cho là phần còn lại tiếp tục tồn tại sau khi thế giới diệt vong.[5]
- Theo thần thoại, rắn hổ mang thần sở hữu bộ nhớ đặc biệt, hình ảnh kẻ giết rắn nằm trong mắt của con rắn đó. Về sau khi điều tra, tìm kiếm thủ phạm giết rắn thần nhằm trả thù chỉ cần nhìn vào mắt. Bởi vì tin vào thần thoại này, khi giết một con rắn hổ mang bất kỳ, phần đầu rắn sẽ bị nghiền nát hoặc đốt cháy để phá hủy đôi mắt hoàn toàn.[6]

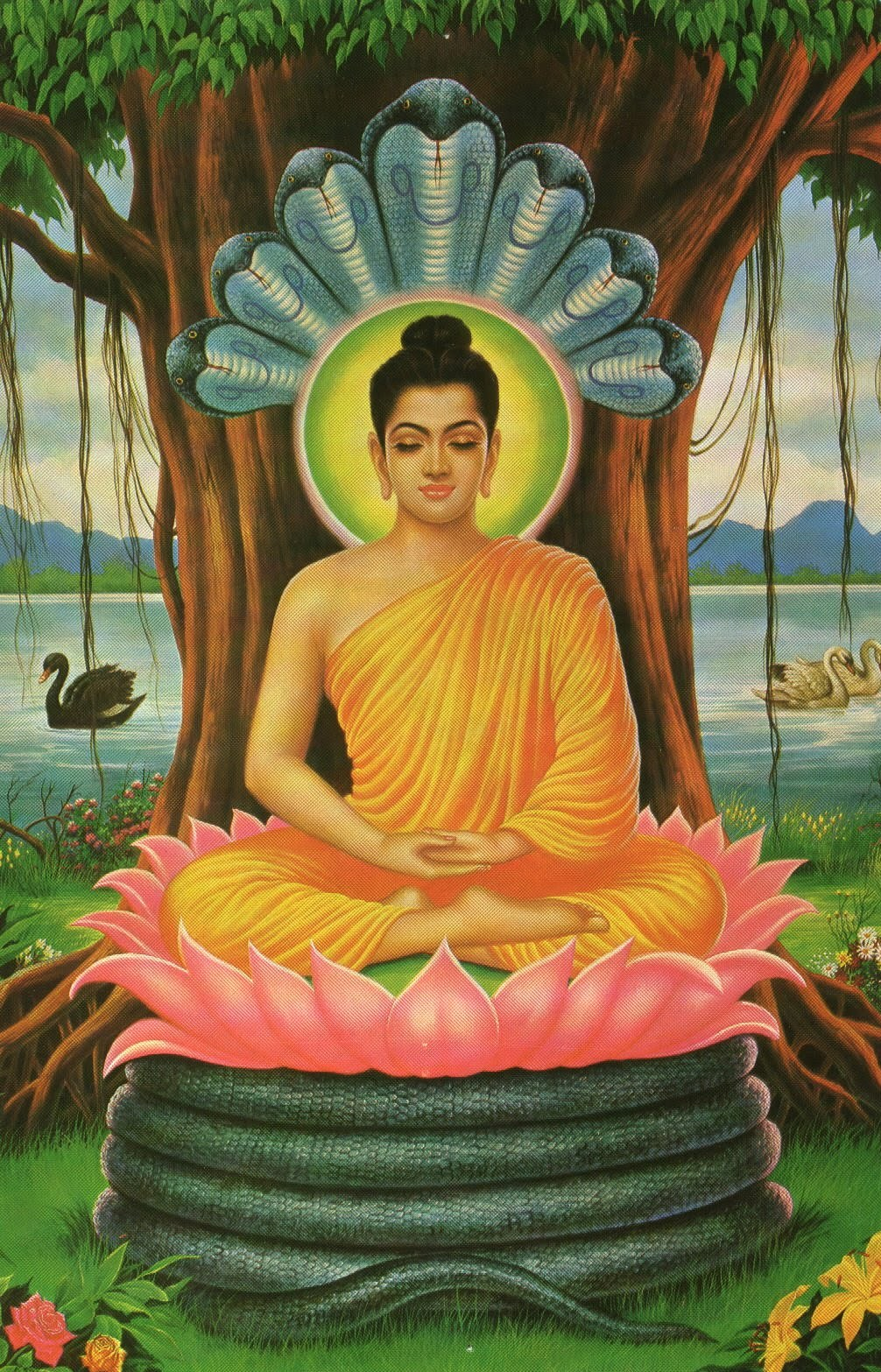
Tranh vẽ Đức Phật và rắn thần Mucalinda với bảy đầu

Tại Myanmar, Thái Lan, Lào, Campuchia,... Đức Phật thường được minh họa trong điêu khắc, hội họa ở tư thế tọa thiền trên khúc thân cuộn của một con rắn hổ mang lớn có bảy đầu. Trong Phật giáo, lúc hoàng hậu Maya hạ sinh Đức Phật tại vườn Lâm tì ni, Ngài được hai rắn thần Naga, là Nanda và Upananda, phun nước tắm. Trong thời gian tu khổ hạnh, Đức Phật ngồi tọa thiền dưới cội Bồ đề thì mưa to gió lớn nổi lên, nước dâng cao ngập cả chỗ ngồi thiền của Ngài. Khi ấy, mãng xà vương Mucalinda trườn đến, có hình dạng rắn hổ mang bảy đầu, uốn thân mình lại thành bảy vòng tròn như bảo tọa cho Đức Phật ngồi nhập định khỏi bị ngập nước. Đồng thời, rắn thần vươn cao, phồng mang để phình to bảy cái đầu tạo thành chiếc tán che mưa cho Ngài.
Tại Myanmar, rắn hổ mang chúa thường xuất hiện trong lễ múa thôi miên rắn. Nghi lễ này mang ý nghĩa chào đón những cơn mưa gió mùa và cầu chúc mùa màng bội thu. Người thực hiện thường là một nữ tu sĩ, xăm ba chữ tượng hình và hôn lên đỉnh đầu con rắn khi kết thúc nghi lễ. Thị tộc Pakokku xăm mình bằng mực trộn với nọc độc hổ mang chúa trên cơ thể trong một tuần, điều này có khả năng bảo vệ họ khỏi những con rắn, mặc dù không có bằng chứng khoa học xác thực.
Tại đông bắc Thái Lan, ngôi làng Ban Khok Sa-Nga ở tỉnh Khon Kean nổi tiếng với hoạt động trình diễn múa thôi miên với rắn hổ mang chúa. Đây là điểm du lịch chủ yếu và du khách đến đây sẽ trả khoảng 10 baht để xem biểu diễn với rắn. Trong khi các giáo sĩ thường sử dụng rắn hổ mang chúa như nguồn năng lượng và cách thức thuyết phục khán giả về khả năng điều khiển tự nhiên qua nghìn năm, ngôi làng này đã biến múa rắn thành sự kết hợp giữa giáo dục và thương mại. Dân làng cho rằng đây là cơ hội để giáo dục công chúng về tầm quan trọng của rắn với tự nhiên. Trẻ em trong làng từ khi còn nhỏ đã được dạy dỗ cách khống chế rắn, cho chúng ăn và an toàn khi ở bên cạnh.
Tại miền nam Việt Nam, theo một số nguồn báo chí ghi nhận rắn hổ mang chúa có tên gọi địa phương là rắn hổ mây. Tại vùng Bảy Núi, tỉnh An Giang thường lưu truyền nhiều giai thoại mang đậm tính tâm linh về rắn hổ mây. Loài rắn này thường bị phóng đại về chiều dài, cân nặng trong các chuyện kể có liên quan đến nhân vật bác Ba Phi cũng như người dân tại đây. Niềm tin cho rằng rắn hổ mây to lớn cỡ cột nhà nhưng di chuyển nhanh như mây gặp gió. Có một giai thoại kể rằng rắn hổ mây nghe tụng kinh rồi xuống hang núi tu, người dân lập miếu thờ "ông Mây", tôn như linh xà. Hiện tại, miếu thờ vẫn còn tại chân núi Cô Tô, thuộc huyện Tri Tôn, An Giang.